# 2015 KK178
2015 KK178 est un un objet de la ceinture de Kuiper.